# Дуги опружач прстију
Дуги опружач прстију  је мишић налик на перо у предњем (екстензорском) делу ноге. Поред овог мишића, одељак у коме се он налази такође садржи предњи голењачин мишић, дуги опружач палца и трећи перонеални мишић.

Пошто сви ови мишићи прелазе дорзални аспект скочног зглоба, њихова заједничка функција је дорзална флексија стопала. Пошто дуги опружач прстију такође прелази преко субталарног, метатарзофалангеалног и интерфалангеалног зглоба стопала, он такође изокреће стопало и испружи прсте.

## Галерија
- Extensor digitorum longus muscle (in red)
- Dorsum of Foot. Deep dissection.
- Dorsum of Foot. Deep dissection.
- Ankle joint. Deep dissection. Lateral view.